# غاري هدسون
غاري هدسون (بالإنجليزية: Gary Hudson)‏ هو مخرج وممثل أمريكي، ولد في 26 مارس 1956 في الولايات المتحدة.

## أعمال

### مسلسلات
- جاغ
- ربات بيوت يائسات
- عقول إجرامية
- كولد كيس

## وصلات خارجية
- غاري هدسون على موقع IMDb (الإنجليزية)
- غاري هدسون على موقع ألو سيني (الفرنسية)
- غاري هدسون على موقع أول موفي (الإنجليزية)
- غاري هدسون على موقع قاعدة بيانات الأفلام السويدية (السويدية)
- غاري هدسون على موقع قاعدة بيانات الفيلم (الإنجليزية)
- غاري هدسون على موقع كينوبويسك (الروسية)